# Sylwester Sembratowicz
Sylwester Sembratowicz (Oekraïens: Сильвестр Сембратович, Pools: Sylwester Sembratowycz) (Deszinca (Polen), 3 september 1836 - Lviv, 4 augustus 1898) was een geestelijke van de Oekraïense Grieks-katholieke Kerk en een kardinaal van de Rooms-Katholieke Kerk.
Sembratowicz werd op 1 november 1860 tot priester gewijd. Op 28 februari 1879 werd hij benoemd tot hulpbisschop van Lviv en titulair bisschop van Iuliopolis. Zijn bisschopswijding vond plaats op 20 april 1879.
Op 12 februari 1885 werd Sembratowicz gekozen als aartsbisschop-metropoliet van Lviv en primaat van de Oekraïense Grieks-katholieke Kerk; hij was de opvolger van zijn broer Josyf die in 1882 ontslag had genomen.
Op het consistorie van 29 november 1895 werd Sembratowicz kardinaal gecreëerd door paus Leo XIII, met de rang van kardinaal-priester. Zijn titelkerk werd de Santo Stefano al Monte Celio.
- Gemeinsame Normdatei: 1033735221
- International Standard Name Identifier: 0000 0003 8997 5615
- Virtual International Authority File: 283523410
- WorldCat: E39PBJrCcfYd67b6XrhkMVTPwC